# Нураддин
Нурадди́н Батыр-бий Едигеев сын аль-Бекри  или Нурреди́н (ум. 1440) —ногайский князь Ногайской Орды с 1426 по 1440 год, младший сын Едигея.
Нураддин продолжал политику отца, сделал многое для утверждения самостоятельности Ногайской Орды. Со временем имя Нураддин стало нарицательным и означало титул наследника владетельного князя в ногайских ордах (См. Нурадин).
Нураддин держал свои штаб-квартиры на нижней Волге. После смерти своего отца он бежал в Туркестан, но позднее вернулся домой и объединил под своим правлением все главные ногайские кланы. Согласно преданию, он был убит от рук мурзы Исмаила, одного из внуков хана Токтамыша.